# 戴盟
戴盟（1924年4月—2019年11月26日），男，原名王振鸿，笔名叶虹、田野红，江苏盐城人，中国诗词家，茶学家，书法家。浙江诗词学会名誉会长。曾任中国共产党浙江省委员会台湾工作办公室主任。

## 生平
1924年生。曾在盐城鲁迅艺术学院华中分院学习。1941年3月参加革命，同年7月加入中国共产党。1949年以后，历任江苏省海安县委书记（1949年4月－1951年）、南通地委副书记、江苏省委农村工作部副部长，浙江省委农村工作部副部长、宁波地委副书记，浙江大学党委第一副书记，浙江省委统战部副部长、对台工作领导小组副组长兼办公室主任、省政协常委等职。退休后享受正省级待遇。是中国书法家协会会员、中华诗词学会名誉理事、中国楹联学会名誉理事、浙江诗词学会名誉会长、杭州徽学研究会名誉会长。2019年11月26日在杭州逝世，享年95岁。著有《茶影诗痕》《诗桥集》《西湖短笛集》《戴盟诗词选集》等。